# Sumbul
Le sumbul ou racine de musc est une racine à l'odeur musquée dont la gomme-résine était parfois utilisée en médecine. Elle est obtenue à partir d'au moins deux plantes du genre Ferula (famille des Apiaceae) : Ferula moschata (syn. Ferula sumbul) et Ferula diversivittata (syn. Ferula suaveolens),.

## Description
La racine est foncée à l'extérieur et blanc jaunâtre à l'intérieur. Elle a un goût très piquant et un aspect fibreux. La résine de sumbul est composée de 18 à 28 % de gomme, 70 % de résine, 1 à 4 % d'huile essentielle et 1 à 4 % de cendres.